# Хлотар II
Хлотар II (травень 584 — 18 жовтня 629) — король франків з династії Меровінгів, який правив у 584–629 роках. Хлотар II на прізвисько Великий чи Молодший був сином короля Хільперіка I і Фредегунди, онуком Хлотара I. Правив у Нейстрії, а з 613 року — король всіх франків. Ім'я Хлотар у перекладі з франкської мови означає «той, що має знамениту армію».

## Малолітній король
Коли помер Хільперік I, Хлотару було лише 4 місяці. Брат покійного короля король Бургундії Гунтрамн запропонував підтримку Фредегунді та її сину, але невдовзі завзяття Гунтрамна охолодив випадок; він дізнався, що двоє озброєних людей, надісланих до нього його невісткою, мали намір його вбити. Гунтрамн взяв хлопчика під свою опіку, але Фредегунді залишатися в Парижі не дозволив; королева була вислана в околиці Руана.
Надалі між Гунтрамном і королем Австразії Хільдебертом II був укладений договір (587 рік), завдяки якому Хільдеберт після смерті Гунтрамна (592 рік), отримав все королівство. Після цього молодий Хільдеберт вирішив заволодіти й Нейстрією. Але Фредегунда, яка повернулася до влади, стала на захист свого сина. Вона особисто брала участь у битвах, і хроністи, які обурюються її злодійствами, захоплюються її військовими хитрощами, що допомогли відбити нашестя австразійців. У 593 році герцог Шампані Квінтріо удерся з військом у королівство Хлотара, але король і його воїни виступили йому на зустріч, і той був вимушений рятуватися втечею. Обидві сторони зазнали великих втрат.

## Війни з Теодебертом II і Теодоріхом II
У 595 році Гільдеберт II помер, а його королівство було розділене між його двома малолітніми синами Теодебертом II і Теодоріхом II. Для Фредрегунди склалася сприятлива ситуація для того, щоб втрутитися у справи Австразії і Бургундії. У 596 році Фредрегунда і її син, король Хлотар, перебрали у володіння Париж та інші міста, які зазнавали варварського поводження з боку австразійців. У стані війни з Теодебертом II і Теодоріхом II вони послали військо, яке підійшло до містечка під назвою Лаффо поблизу Суассона. Війська розбили табори один напроти одного. Хлотар і його воїни першими кинулися на Теодеберта і Теодоріха та вчинили велику різанину у рядах їхньої армії.
У 597 році пішла з життя Фредегунда. Вона померла у шані, владною королевою, в ореолі нещодавно отриманих нею перемог, і була похована поруч з Хільперіком I у паризькій церкві Сен-Жермен-де-Пре; навіть її надгробний камінь зберігся донині. Хлотару в той час виповнилося 13 років.
У 600 році нейстрійці зазнали поразки у битві на берегах річки Орвенни, поблизу Дормеля (неподалік від сучасного Монтро), від об'єднаних військ королів Австразії і Бургундії. Хлотару довелось підписати договір, згідно з яким переможці залишали останньому лише дюжину округів, омежованих річками Уазою, Сеною і узбережжям Ла-Манша. Теодеберт отримав північну частину королівства Нейстрія, а Теодоріх — землі між Сеною і Луарою. У 605 році Хлотар, посилаючись на попередні домовленості, удерся до королівства Теодоріха, але не зміг його підкорити і був розбитий поблизу Етампа. Надалі між королями Австразії і Бургундії окреслився розлад, а у 612 році Теодоріх II захопив Австразію і став королем об'єднаної держави.

## Приєднання Австразії і Бургундії

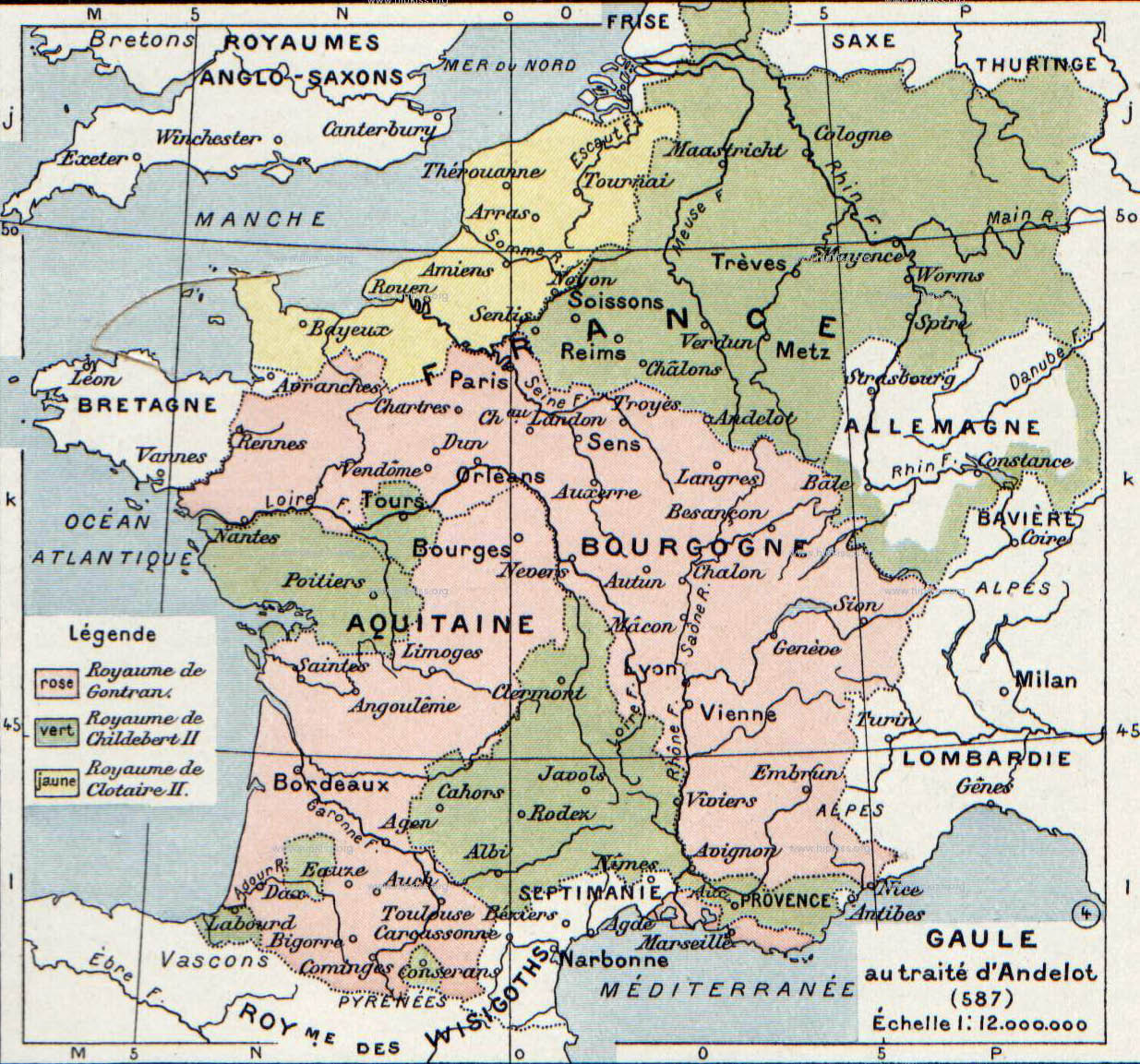
Володіння Хлотара (його первісний домен виділений жовтим)

У 613 році Теодоріх II намірявся захопити також Нейстрію, але несподівано помер від дизентерії в Меці, залишивши по собі чотирьох малолітніх синів, в тому числі Сігіберта, якого його прабабуся Брунгільда одразу ж забажала посадити на королівський трон. Але у австразійської аристократії, яку очолювали два лідери — Піпін Ланденський і Арнульф Мецький — була своя думка з цього приводу. Замість перспективи опинитися знову під владою старої королеви, вони зволіли розпочати переговори з Хлотарем заради збереження власної незалежності. Хлотар висунув своє військо в Австразію і дійшов до Кобленця. Обидві армії зустрілися, але, оскільки більша частина магнатів Австразії і Нейстрії була у змові, війська розійшлися без бою. Брунгільда з Сігібертом II і його малолітніми братами укрилася в стінах Вормса і зробила спробу чинити опір, прикликавши до свого війська людей з протилежного боку Рейну, а потім й з Бургундії. Але королеву зрадили. Бургундська знать, що пішла слідом за мажордомом Варнахером, видала Хлотарю, який у цей час наближався до Сони, спочатку Сігіберта II (юний король був убитий), а потім й саму королеву з правнуками. Син Фредегунди безжально розправився з супротивницею своєї матері. Стару королеву звинуватили у численних злочинах, у вбивстві десятка франкських королів, зокрема у вбивстві її чоловіка Сігіберта I, яке явно лежало на сумлінні покійної Фредегунди. Три дні Брунгільду, якій на той час виповнилося близько 70 років, піддавали різноманітним тортурам, а потім посадити на верблюда і голою повезли крізь військові ряди, після чого прив'язали до хвоста невиїждженого коня за волосся, за одну руку і одну ногу. Кінь скакав, волочив її по землі, вдаряв копитами, ламаючи їй кістки. Так загинула королева Брунгільда, поховавши раніше всіх народжених нею чоловіків-претендентів на королівський трон. Таким чином на 30 році свого правління (613 рік) Хлотар став королем всього об'єднаного Франкського королівства, він правив ним протягом 16 років за яких зберігав мир зі всіма сусідніми народами.

## Король всіх франків. Паризький едикт
Єдиновладдя Хлотара було куплене дорогою ціною. Завдячений владою духовній і світській, служивій і землевласницькій знаті, Хлотар повинен був стати її слухняним знаряддям і діяти в її інтересах. У 614 році він скликав духовний собор в Парижі і тоді ж за участі світських вельмож був виданий едикт Хлотара II. Статті цього едикту, що стосувалися церкви, давали силу закону постановам паризького церковного закону. Едикт визнавав, з деякими обмеженнями, свободу церковних виборів, забороняв духовним особам віддаватися під захист світських осіб, не виключаючи самого короля, вимагав для духовних осіб єпископського або змішаного суду і таке інше. Освіта та наука переходили під контроль Церкви. Світські статті едикту містили низку поступок на користь народу, і особливо знаті, з боку королівської влади. Заборонялося засудження на смерть без вислуховування обвинуваченого, якщо тільки злочинець не схоплений на місці злочину. Судді і графи мали призначатися лише з числа осіб, що живуть в даній місцевості і мають у ній власність, що повинно було віддати ці посади до рук землевласницької знаті та призвести до їх спадковості. Король обіцяв не порушувати своїми грамотами законних прав, не примушувати вдів і дівчат до шлюбу без їх згоди; скасовувалися знов встановлені податки; заборонялося пасти королівських свиней в лісах церкви і приватних осіб без дозволу власників; підтверджувалися всі дарування, які раніше мали місце; законним власникам поверталися маєтки, втрачені ними під час смути. Євреї позбавлялися права перебувати на державній службі.

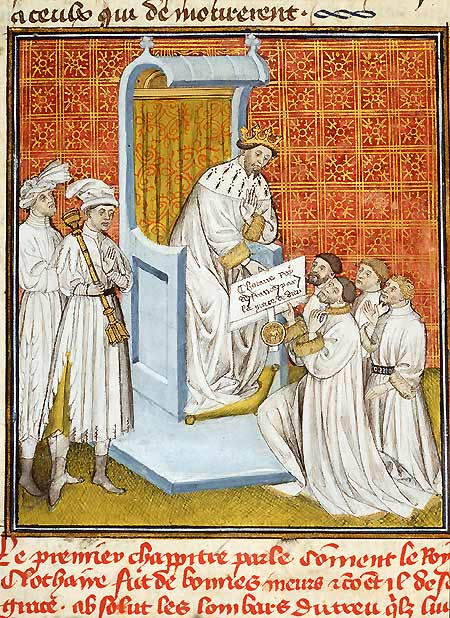
Хлотар II і посли короля лангобардів

Варнахер за своє пособництво Хлотару був залишений на посаді мажордома в Бургундії, і Хлотар заприсягнувся, що він ніколи не буде позбавлений влади до кінця свого життя. Арнульф близько 614 року був призначений єпископом Меца. В Австразії мажордомами були спочатку Радон, потім Хука, а з 623 року — Піпін Ланденський.
У 617 році Хлотар, отримавши від короля лангобардів Агілульфа (Аго) у подарунок 36 тисяч солідів, скасував для племені лангобардів щорічну данину в розмірі 12 тисяч солідів. Рішення на користь лангобардів було прийняте не без участі мажордомів Бургундії Варнахара, Нейстрії Гунделанда і Австразії Хука, підкуплених Аго (кожен з них отримав по тисячі солідів). У 618 році померла королева Бертетруда. Король був особливо прив'язаний до неї, весь двір визнавав її чесноти і любив її за них.

## Спільне правління з Дагобертом
На 39-му році свого правління (622 рік) Хлотар під тиском австразійської знаті призначив свого сина Дагоберта королем Австразії. Дагоберта, якому в той час було близько 18 років, привезли в Мец і передали під опіку єпископа Арнульфа Мецького і мажордома Піпіна Ланденського. Хлотар, впевнений у своїх силах, скористався ситуацією для того, щоб відрізати від Австразії її південні володіння — Прованс і Овернь, а також землі Австразії, що традиційно являли собою витягнутий у західний бік відросток — Реймс і околиці. Але дуже швидко амбіції Дагоберта і його оточення почали збігатися. Він ніколи їм не відмовляв, часом діючи супроти волі свого батька. Саме на їхню вимогу у 624 році був виданий наказ про страту інтригана Хродоальда. Незважаючи на заступництво Хлотара цей Хродоальд все ж був страчений за наказом Дагоберта.
У 625 році, після весілля Дагоберта і Гоматруди, сестри королеви Сихільди (дружини Хлотара), між Хлотаром і Дагобертом виник конфлікт. Син вимагав у батька повернути до складу Австразії забрані раніше землі. Хлотар відповів відмовою. Для вирішення суперечки були вибрані 12 знатних франків, в тому числі єпископ Арнульф Мецький, відомий своєю мудрістю. Ця рада примирила батька і сина, в результаті чого Хлотар виконав прохання Драгоберта, й утримав лише незначну частину земель в районі Луари і в Провансі.

## Особистість
Як писав хроніст Фредегар:
|  | Хлотар, який був розумним і грамотним, також був людиною побожною, щедрим покровителем церков і кліриків. Він роздавав милостиню, був з усіма люб'язний і вельми благочестивий. Однак він з усією пристрастю віддавався мисливським утіхам і привертав погляди багатьох жінок, як молодих, так і старих, що викликало невдоволення в його оточенні. |

## Останні роки життя
Варнахар, мажордом Бургундії набрав достатньої сили для того, щоб у 626 році, незадовго до своєї смерті, скликати єпископський собор. Хлотар був занепокоєний цією ініціативою. Для того, щоб запобігти будь-якому укоріненню династії мажордомів, він наказав знищити сина Варнахера Годіна, звинувативши його в порушенні канонічних законів (Годін, після смерті батька одружився зі своєю названою матір'ю Бертою). Годін укрився в церкві і вимолив прощення ціною відмови від Берти. Однак за донесенням Берти, яка звинуватила Годіна у царевбивчих задумах, Хлотар вирішив вбити Годіна. Для цього Годіну було звелено вирушити у паломництво по святих місцях, під час якого він був підступно убитий в околицях Шартра. Після цього Хлотар зібрав бургундських нотаблів і придворних в Труа і спитав їх, чи хочуть вони наступника на місце Варнахара. Вони одностайно вирішили, що ніколи не матимуть іншого мажордома і ревно просили короля, з його ласки, самому керувати ними.
Того ж року Палладій і його син Сідок, єпископи Оза (Eauze), за звинуваченням у причетності до гасконського повстання, були відправлені у вислання. Бозо Етампський був убитий за наказом Хлотара, який підозрював його у розпусті з королевою Сихільдою.
На 44-му році правління Хлотара (627) єпископи і всі знатні люди його королівства, як нестрійці, так і бургундці, зібралися в Кліші поблизу Парижа у справах короля і розглядали справи своєї країни. Однак і цей з'їзд не минув без сварки. Наближений Харіберта, сина Хлотара, був убитий людьми знатного сакса Ейгіни. Бродульф, дядько Харіберта за материнською лінією, зібрав військо зі всіх своїх володінь, і разом з самим Харібертом, виступив проти Ейгіни. Могло статися велике кровопролиття, проте Хлотар мудро втрутився і зробив все, щоб цьому запобігти. Хлотар віддав суворий наказ своїм бургундцям, щоб вони були готові придушити будь-яку з партій, що посварилися, яка не підкориться його рішенню, і страх перед цим наказом короля змусив обидві партії дотриматися спокою.
Помер Хлотар 18 жовтня 629 року після 45 років правління. Він був похований в церкві Святого Вінсента в околицях Парижа.

## Дружини
- 1-а: з 599 року — Гальдетруда (580–600).
- 2-а: з 602 року — Бертруда (пом. 618).
- 3-а: з 618 року — Сихільда.

## Діти
- Меровей (? — після 25 грудня 604) — Меровей згадується як син Хлотара II в Хроніці Фредегара у 604 році. В цьому році він разом з мажордомом Нейстрії Ландеріхом керував військом і потрапив у полон до Теодоріха II. Тут явна помилка. Хлотар, якому у той час самому було 20 років, навряд міг мати дорослого сина, здатного керувати військом. Скоріш за все цей Меровей був сином Ландеріха, а, можливо, він міг бути сином Хлотара I.
- Емма — у 618 році вийшла заміж за Едбальда (пом. 640), короля Кента.
- Дагоберт I (бл. 608 — 19 січня 639) — король Аквітанії (622–639), король всіх франків (629–639).
- Харіберт II (бл. 614 — 8 квітня 632) — король Аквітанії (629–632).